# ISO 3166-2:TT
ISO 3166-2:TT es la entrada para Trinidad y Tobago en ISO 3166-2, parte de los códigos de normalización ISO 3166 publicados por la Organización Internacional de Normalización (ISO), que define los códigos para los nombres de las principales subdivisiones (p.ej., provincias o estados) de todos los países codificados en ISO 3166-1.
En la actualidad, para Trinidad y Tobago, los códigos ISO 3166-2 se definen para 9 regiones, 3 municipios, 2 ciudades y 1 región autónoma.
Cada código consta de dos partes, separadas por un guion. La primera parte es TT, el código ISO 3166-1 alfa-2 para Trinidad y Tobago. La segunda parte tiene tres letras.

## Códigos actuales
Los nombres de las subdivisiones se ordenan según el estándar ISO 3166-2 publicado por la Agencia de Mantenimiento ISO 3166 (ISO 3166/MA).
Pulsa sobre el botón en la cabecera para ordenar cada columna.
| Code   | Nombre de la subdivisión (en) | Nombre de la subdivisión (es) | Categoría de la subdivisión |
| ------ | ----------------------------- | ----------------------------- | --------------------------- |
| TT-ARI | Arima                         | Arima                         | municipio                   |
| TT-CHA | Chaguanas                     | Chaguanas                     | municipio                   |
| TT-CTT | Couva–Tabaquite–Talparo       | Couva-Tabaquite-Talparo       | región                      |
| TT-DMN | Diego Martin                  | Diego Martín                  | región                      |
| TT-MRC | Mayaro-Rio Claro              | Río Claro-Mayaro              | región                      |
| TT-PED | Penal-Debe                    | Penal-Debe                    | región                      |
| TT-POS | Port of Spain                 | Puerto España                 | ciudad                      |
| TT-PRT | Princes Town                  | Princes Town                  | región                      |
| TT-PTF | Point Fortin                  | Point Fortin                  | municipio                   |
| TT-SFO | San Fernando                  | San Fernando                  | ciudad                      |
| TT-SGE | Sangre Grande                 | Sangre Grande                 | región                      |
| TT-SIP | Siparia                       | Siparia                       | región                      |
| TT-SJL | San Juan-Laventille           | San Juan-Laventille           | región                      |
| TT-TOB | Tobago                        | Tobago                        | región autónoma             |
| TT-TUP | Tunapuna-Piarco               | Tunapuna-Piarco               | región                      |

## Cambios
Los siguientes cambios a la entrada figuran en la lista del catálogo en línea de la ISO:
| Fecha real del cambio | Breve descripción del cambio |
| --------------------- | --- |
| 2020-11-24            | Cambia el nombre de la categoría: de municipio a borough (distrito municipal) para TT-ARI, TT-CHA, TT-PTF; Cambia el nombre de la categoría de subdivisión: de municipio a ciudad para TT-POS, TT-SFO; se actualiza la fuente de la lista |
| 2015-11-27            | Se borran las regiones TT-ETO, TT-RCM, TT-WTO; se añade la región TT-MRC; se añade una región autónoma TT-TOB; se actualiza la fuente de la lista                                                                                         |